# Empang Benao
Empang Benao is een bestuurslaag in het regentschap Merangin van de provincie Jambi, Indonesië. Empang Benao telt 1214 inwoners (volkstelling 2010).